# Estación Manuel Derqui
Manuel Derqui es una estación de ferrocarril ubicada en el Departamento Empedrado en la Provincia de Corrientes, República Argentina. 

## Servicios
Se encuentra precedida por la Estación Empedrado y le sigue el Desvío El Sombrero.